# Torre marina de Yokohama
La Torre Marina de Yokohama (横浜マリンタワー Yokohama Marin Tawā?), también conocida como Yokohama Marine Tower, es una torre de 106 metros de altura (348 pies) en el barrio de Naka en Yokohama, Japón. La Torre marina es el segundo faro más alto del mundo.
Concluida en 1961, la Torre marina de Yokohama se realizó para conmemorar el centenario de la inauguración del puerto de Yokohama.
Los visitantes pueden ver una panorámica de la ciudad, el distrito Minato Mirai 21 y el puerto, así como el Monte Fuji desde las dos  plataformas de observación, situadas a 100 metros de altura.
El 25 de diciembre de 2006, la Torre marina cerró temporalmente sus puertas para llevar a cabo su reforma. Su reapertura se llevó a cabo el 23 de mayo de 2009, a tiempo para las celebraciones del 150 aniversario de la inauguración del puerto de Yokohama.